# 869
Cette page concerne l'année 869  du calendrier julien.
L'année 869 est une année commune qui commence un samedi.

## Événements

### Proche-Orient
- Avril : le Saffaride Ya`qûb bin Layth as-Saffâr prend Chiraz[1].
- 17 juin : le calife Al-Mutazz est jeté en prison par les chefs militaires turcs et meurt de faim et de soif[2].
- 14 juillet : début du califat de Al-Muhtadi (fin en 870)[2].
- 5 septembre : début de la révolte des esclaves noirs Zandj en Irak à Bassora (fin en 883). Les esclaves noir des plantations de canne à sucre se révoltent à l’appel d’un Zaïdite, Ali ben Mohammed al Alawi[3]. Les relations entre Bagdad et le golfe Persique sont perturbées.

- À la suite des raids des pauliciens de Chrysocheir sur Nicomédie, Nicée et Éphèse[4], Basile Ier envoie en ambassade Pierre de Sicile, mais il se heurte aux prétentions de Chrysocheir, qui réclame toute l’Asie Mineure[5].

### Europe
- 6 janvier : Basile Ier associe son fils Constantin à l’empire byzantin ; Léon l'est en 870 et Alexandre en 871[2].
- 9 janvier : tremblement de terre à Constantinople qui renverse la coupole de l'église de la sainte-Vierge du Sigma[2].
- 14 février[6] : À la mort de Cyrille à Rome, son frère Méthode est nommé par le pape Adrien II, qui approuve la liturgie en slavon, archevêque de Pannonie à la tête de tous les Slaves.
- 17 mars : sac d'Armagh par le roi norvégien de Dublin Olaf le Blanc[7]
- 24 avril : Hincmar de Laon comparait au concile de Verberie, accusé de violences envers ses diocésains et d'infidélité envers le roi. Il en appelle au pape et n'est pas condamné, mais enfermé quelque temps[8].
- 25 mai : le roi Salomon de Bretagne paye un tribut aux Vikings d'Hasting pour qu'ils se retirent, à Avessac, sur la Vilaine[9].
- 9 septembre : Charles le Chauve est couronné roi de Lorraine à Metz[10]. Hincmar affirme que l’onction est la preuve que Dieu l’a choisi.
- Août : 
  - Troisième assemblée de Pîtres[11].
  - Invasion de la Grande-Moravie par Carloman de Bavière[12].
- Septembre : opération maritime des Arabes en Camargue ; l’évêque d’Arles, Rotland, est capturé et une rançon est versée. Rotland sera retrouvé mort le 18 septembre[13].
- 27 septembre : ouverture du IVe concile œcuménique de Constantinople (fin le 28 février 870)[5].
- 5 octobre : condamnation de Photios par Ignace[2].
- Automne : la flotte de l’empereur Basile Ier (400 vaisseaux) bloque Bari, aux mains des musulmans, à la suite d'un accord conclu avec Louis II d'Italie qui assiège la ville par la terre. Mais ce dernier a licencié la plus grande partie de ses troupes et quitté Bari pour Venosa, où il a eu une entrevue avec son frère Lothaire II, ce qui provoque la colère de l'amiral Nicétas et son départ vers Corinthe[14].
- Expédition de Hugues l'Abbé contre les Normands de l'embouchure de la Loire[15]. Un prêtre apostat, qui s'est joint aux Normands, est pris et mis à mort par les Francs[16]. Le roi Charles II le Chauve ordonne la construction d'enceintes fortifiées à Tours, au Mans et à Compiègne[17]. Les Normands se retirent du pays entre Loire et Seine après avoir levé une contribution sur les habitants[18].
- Ahmed, le fils de l’émir aghlabide de Tunis débarque à Malte mais y est tenu en échec par la garnison byzantine. Il faut l’arrivée de renforts venus de Sicile pour que l’île tombe aux mains des Arabes, en 870[19].